# 长春轨道客车装备
長春軌道客車裝備有限責任公司（英語：Changchun Railway Vehicles Facilities Company Limited.），是中国北车集团的控股子公司之一，主营轨道车辆修理和配件制造。

## 历史
2002年3月，经国家经贸委批准，长春客车厂一分为二：
- 轨道车辆制造主营业务和优良资产经改制、重组后，组建“长春轨道客车股份有限公司”，股东为中国北方机车车辆工业集团公司、北亚实业股份有限公司、吉林省金豆实业集团有限公司、武进市剑湖铁路客车配件厂、中铁科学技术开发公司、吉林敦化丹峰林业有限公司。
- 非轨道客车制造业务，包括：客车车辆修理、模具制造、配件制造，汽车运输、房地产开发、生活后勤和物业管理等多种经营，作为存续企业继续存在，并承继“长春客车厂”的厂名，定名为“中国北车集团长春客车厂”。中国北车集团长春客车厂后改为北车长春轨道客车集团有限责任公司，其主营业务改制为长春轨道客车装备有限责任公司。截至2009年，长春轨道客车装备有限责任公司持有长客股份36.42%的股份，北车长春轨道客车集团有限责任公司持有长客股份15.82%的股份。

2006年，按照中国北车集团的战略规划，长客装备公司与长春机车厂破产后存续企业长春机车车辆有限责任公司进行资产重组，该公司以铁路车辆轴、制动缸等配件制造为主业，盈利能力弱，员工收入相对较低。在这样的背景下，公司面临主业不突出，债务负担沉重、资金短缺等制约发展的瓶颈因素较多。长客装备公司实施辅业、集体企业改制和社会职能移交工作，精干主体。至2009年末，长客装备公司完成了全部10余个辅业单位改制、10余个集体企业改制以及社会职能的移交任务，分流人员6000余人。形成了以铁路客车、城轨车辆和动车组检修以及轨道车辆零部件供应为主要业务的全新的企业。产品结构为普通客车制造、高速动车组和城轨车辆检修业务，高速轮对、克诺尔制动缸、牵枕缓以及车轴深加工等配件产品。
2013年8月，长春轨道客车装备有限责任公司成为长客股份公司的全资子公司。即成为中国北车股份有限公司的孙公司；成为中国北车集团实际控股的曾孙公司。
1. ↑  《中国北车股份有限公司2014年报告》 的存檔，存档日期2015-03-17.